# Mètode Winnetka
El mètode Winnetka és un sistema d'ensenyament individualitzat.
Rep el nom del suburbi de Chicago on Carleton Wolsey Washburne començà a transformar, el 1915, les escoles públiques en laboratori d'educació.
Aquest mètode, formulat el 1920, comprèn:
- Un programa mínim de coneixements sobre matèries instrumentals (lectura, escriptura, aritmètica, ciències socials, etc.).
- Un programa de desenvolupament sobre la base de matèries creatives d'elecció lliure amb participació de tothom.

Quant al sistema d'investigació, té molts punts de contacte amb el mètode de projectes.